# Torenia
Torenia är ett släkte av tvåhjärtbladiga växter. Torenia ingår i familjen Linderniaceae. Släktet Torenia är uppkallat efter en av Linnés lärjungar, skeppsprästen Olof Torén. 

## Dottertaxa till Torenia, i alfabetisk ordning

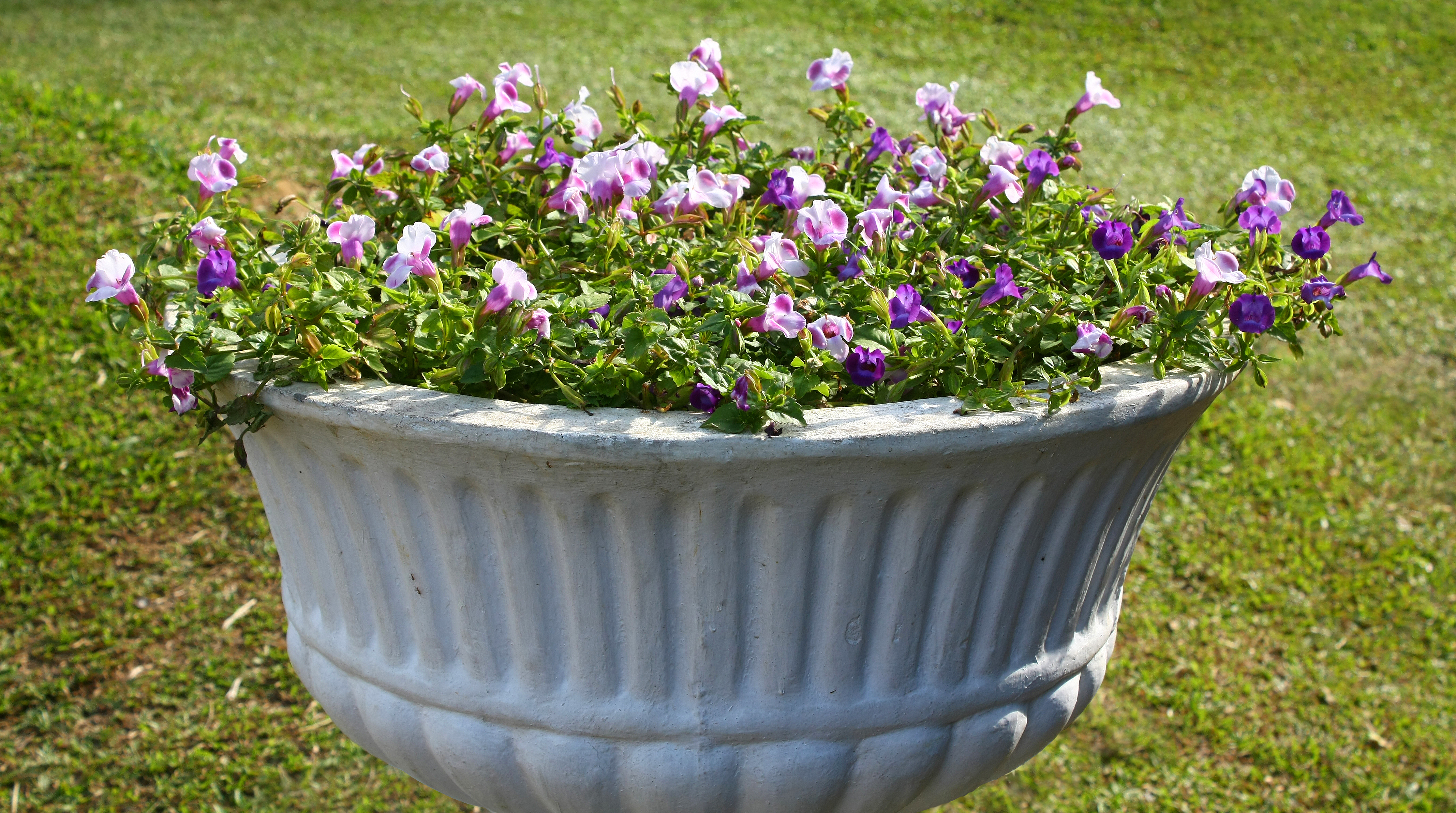
Torenia

## Dottertaxa tillTorenia, i alfabetisk ordning[1]
- Torenia arisanensis
- Torenia asiatica
- Torenia benthamiana
- Torenia bimaculata
- Torenia biniflora
- Torenia blancoi
- Torenia bonatii
- Torenia burttiana
- Torenia caelestis
- Torenia cambodgiana
- Torenia celebica
- Torenia chevalieri
- Torenia ciliata
- Torenia concolor
- Torenia cordata
- Torenia cordifolia
- Torenia courtallensis
- Torenia crenata
- Torenia crustacea
- Torenia cyanea
- Torenia cyrtandriflora
- Torenia daubyi
- Torenia davidii
- Torenia dictyophora
- Torenia diffusa
- Torenia dinklagei
- Torenia flava
- Torenia fordii
- Torenia fournieri
- Torenia grandiflora
- Torenia hayatae
- Torenia hirsutissima
- Torenia indica
- Torenia javanica
- Torenia laotica
- Torenia lindernioides
- Torenia mannii
- Torenia molluginoides
- Torenia oblonga
- Torenia patens
- Torenia perennans
- Torenia philcoxii
- Torenia pierreana
- Torenia pierreanoides
- Torenia poilanei
- Torenia pterogona
- Torenia ranongensis
- Torenia scandens
- Torenia siamensis
- Torenia silvicola
- Torenia spathacea
- Torenia stolonifera
- Torenia subconnivens
- Torenia thailandica
- Torenia thorelii
- Torenia thouarsii
- Torenia travancorica
- Torenia udawnensis
- Torenia umbellata
- Torenia vientianica
- Torenia violacea